# Італійський соціальний рух
Італійський соціальний рух (італ. Movimento Sociale Italiano, MSI), з 1972 Італійський соціальний рух — Національне право (італ. Movimento Sociale Italiano - Destra Nazionale, MSI-DN) — неофашистська організація, згодом національно-консервативна політична партія в Італії сформована в 1946 прихильниками минулого диктатора Беніто Муссоліні (частка Національне право була додана після приєднання в 1972 поміркованих консерваторів).
Партія була розпущена в 1995 році Джанфранко Фіні, який того ж року створив партію Національний альянс.